# Layla en Majnun
Layla en Majnun (Arabisch: مجنون ليلى; Perzisch: ليلا مجنون; Turks: Leylâ ile Mecnun) is een Arabisch liefdesverhaal uit de 7e eeuw dat door de Perzische schrijver Nezami in de 12e eeuw in een gedicht werd verwerkt. Layla wordt ook gespeld als Laila of Laylî en Majnun als Majnu.

## Verhaal

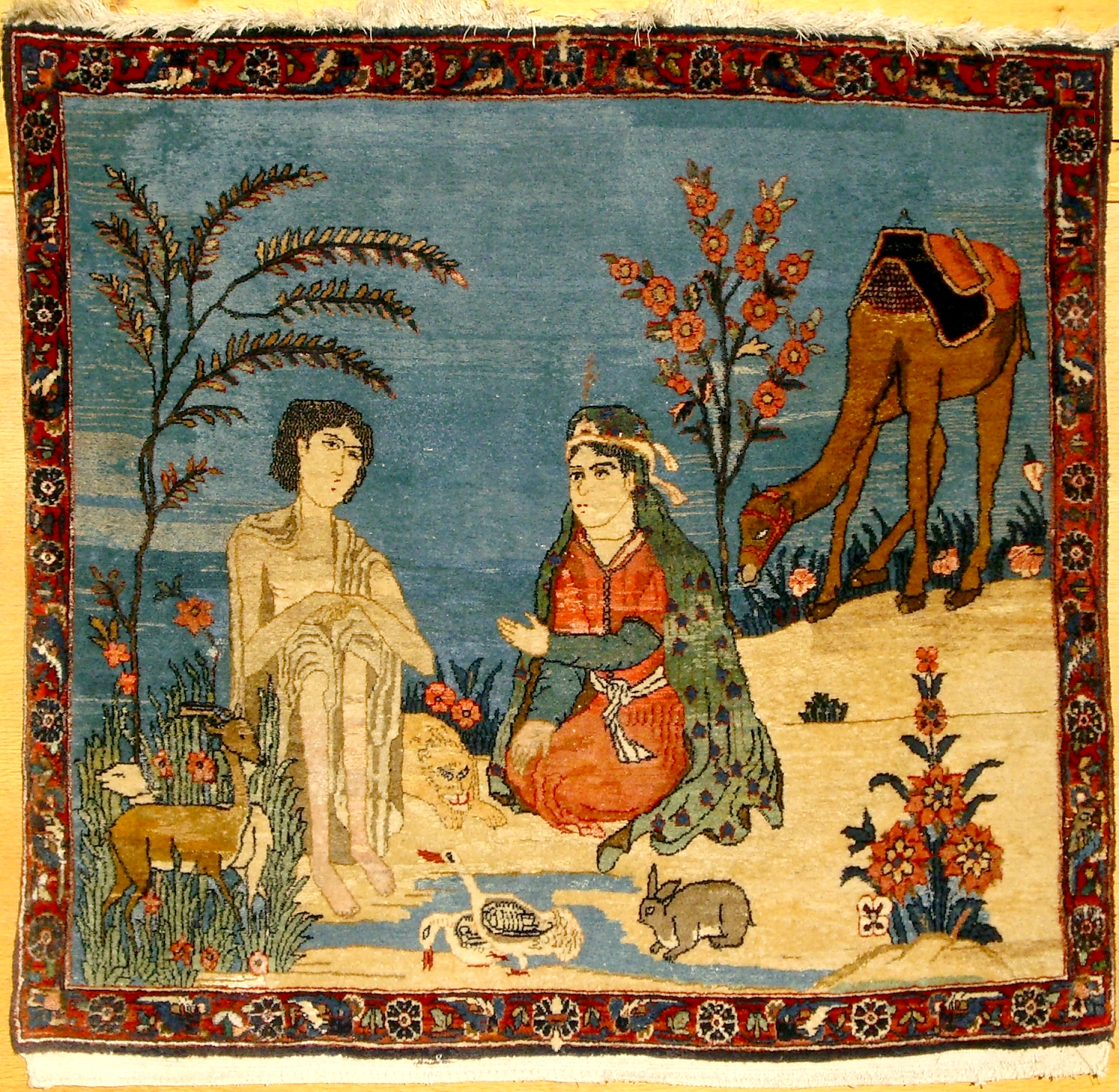
Leila bezoekt Majnun in de woestijn, afbeelding op een Perzisch tapijt

Majnun (betekent waanzinnig) is de bijnaam van Qays. Qays, zoon van al-Mullawah, wordt verliefd op Layla al-Aamiriya. Hij begint gedichten over haar te schrijven en noemt haar naam hierin meermaals, waarna zijn dorpsgenoten hem zijn bijnaam geven. Als Qays haar hand vraagt, weigert haar vader en huwelijkt haar uit aan een rijke koopman. Majnun begint vervolgens in de woestijn te zwerven en steeds meer gedichten uit liefdesverdriet te schrijven. Zijn familie probeert hem weer thuis te krijgen, maar zonder succes. De ouders van Majnun laten wel eten voor hem achter in de woestijn. Layla verhuist met haar man naar Bagdad, en overlijdt daar aan een ziekte, of volgens sommige interpretaties aan liefdesverdriet. Majnun wordt later dood gevonden in de nabijheid van het graf van Layla.

## Muziek
- 1908 - In Bakoe werd de opera Leyli va Madschnun van de Azerbeidzjaanse componist Üzeyir Hacıbəyov opgevoerd.
- 1970 - Het Derek & the Dominos-album Layla and Other Assorted Love Songs is geïnspireerd op het gedicht van Nezami. De albumhoes vermeldt Nezami als tekstschrijver van het nummer I am yours.
- 2006 - Rokus de Groot componeerde een opera naar dit verhaal.
- 2017 - Armand Amar brengt een muzikale versie van "Leylâ et Majnûn ou l'amour mystique" op CD uit.
- 2021 - De Tedeschi Trucks Band brachten na Layla Revisited [Live at LOCKN'] uit, een op Layla en Majnun geïnspireerd album uit onder de titel "I Am The Moon". De 24 nummers werden in 4 mini-albums opgedeeld. Het project begon tijdens de corona-lockdown, toen medezanger/gitarist Mike Mattison een leesgroep voorstelde voor de hele band, die begon met Layla & Majnun.[2]

## Film
- Het verhaal is vele malen verfilmd, voornamelijk in het Hindi. Andere versies zijn in het Turks, Tamil, Punjabi en Perzisch.
- Veruit de meest populaire film is die van H.S. Rawail (1976), met Rishi Kapoor en Ranjeeta Kaur, met muziek van Madan Mohan. De film was een rage in de late jaren 1970.[3]
- Netflix bracht in 2021 een Indonesische versie uit.